# Aprosdoketophis andreonei
Aprosdoketophis andreonei is een slang uit de familie toornslangachtigen (Colubridae) en de onderfamilie Colubrinae.

## Naam en indeling
Aprosdoketophis andreonei werd voor het eerst wetenschappelijk beschreven door Van Stanley Bartholomew Wallach, Benedetto Lanza en Annamaria Nistri in 2010. Het is de enige soort uit het monotypische geslacht Aprosdoketophis.
De soortaanduiding andreonei is een eerbetoon aan de Italiaanse zoöloog Franco Andreone.

## Verspreidingsgebied
De soort komt voor in delen van Afrika en leeft endemisch in Somalië.